# 德勒吉切尼鄉
44°08′N 24°15′E / 44.133°N 24.250°E
德勒吉切尼鄉（羅馬尼亞語：Comuna Drăghiceni, Olt），是羅馬尼亞的鄉份，位於該國南部，由奧爾特縣負責管轄，處於布加勒斯特以西150公里，每年平均降雨量962毫米，海拔高度133米，2007年人口1,904。